# 菲律賓豬齒魚
菲律賓豬齒魚，為輻鰭魚綱鱸形目隆頭魚亞目隆頭魚科的其中一種，分布於中西太平洋的菲律賓及新喀里多尼亞海域，體長可達11公分，棲息礁石區，生活習性不明。

## 擴展閱讀
維基物種上的相關：菲律賓豬齒魚